# Viaduc de Millau
Vous lisez un « article de qualité » labellisé en 2009.

Les sept paires de nappes de haubans du viaduc de Millau.

Chaussée droite du viaduc bordée par l'écran brise-vent d'un côté et la nappe axiale de haubans de l'autre.

Le tablier est suspendu par des câbles issus de pylônes.

Le viaduc de Millau est un pont à haubans franchissant la vallée du Tarn, dans le département de l'Aveyron, en France. Portant l’A75, il assure la jonction entre le causse Rouge et le causse du Larzac en franchissant une brèche de 2 460 mètres de longueur et de 343 mètres de profondeur au point le plus haut, dans un panorama de grande qualité et avec des vents susceptibles de souffler à plus de 200 km/h.
Aménagement d'importance nationale et internationale, et maillon de l’autoroute A75 permettant de relier Clermont-Ferrand à Béziers, ce projet a nécessité treize ans d'études techniques et financières. Les études ont commencé en 1987 et l’ouvrage a été mis en service le 16 décembre 2004, trois ans seulement après la pose de la première pierre. D’un coût de 320 millions d’euros, il a été financé et réalisé par le groupe Eiffage dans le cadre d’une concession, la première de ce type, par sa durée de 78 ans dont trois de construction, définie par le décret no 2001-923 du 8 octobre 2001.

## Le pont des records
L'ouvrage cumule plusieurs records :
- c'est le pont routier avec l'ensemble pile-pylône le plus haut au monde (P2 : 343 m) et les deux piles les plus hautes au monde (P2 = 245 m et P3 = 221 m) ;
- son tablier, qui culmine à 270 mètres au-dessus du Tarn, était le plus long pour un pont haubané (2 460 mètres) jusqu'à la mise en service en 2013 du pont Jia-Shao (Jiaxing-Shaoxing) au-dessus du fleuve Qiantang en Chine. Ce nouvel ouvrage possède une longueur de 2 680 mètres, soit 220 mètres de plus que le viaduc de Millau[3] ;
- il est composé de piles minces et dédoublées sur leur partie supérieure et d’un tablier métallique très fin avec seulement sept points d’appui au sol.

Le viaduc a permis de développer les activités commerciales et industrielles de la région aveyronnaise, mais aussi de supprimer le « point noir » de Millau. Le pont a généré un certain essor touristique, et sa construction a suscité l’intérêt de nombreuses personnalités politiques.

## L'Histoire

### L'autoroute A75

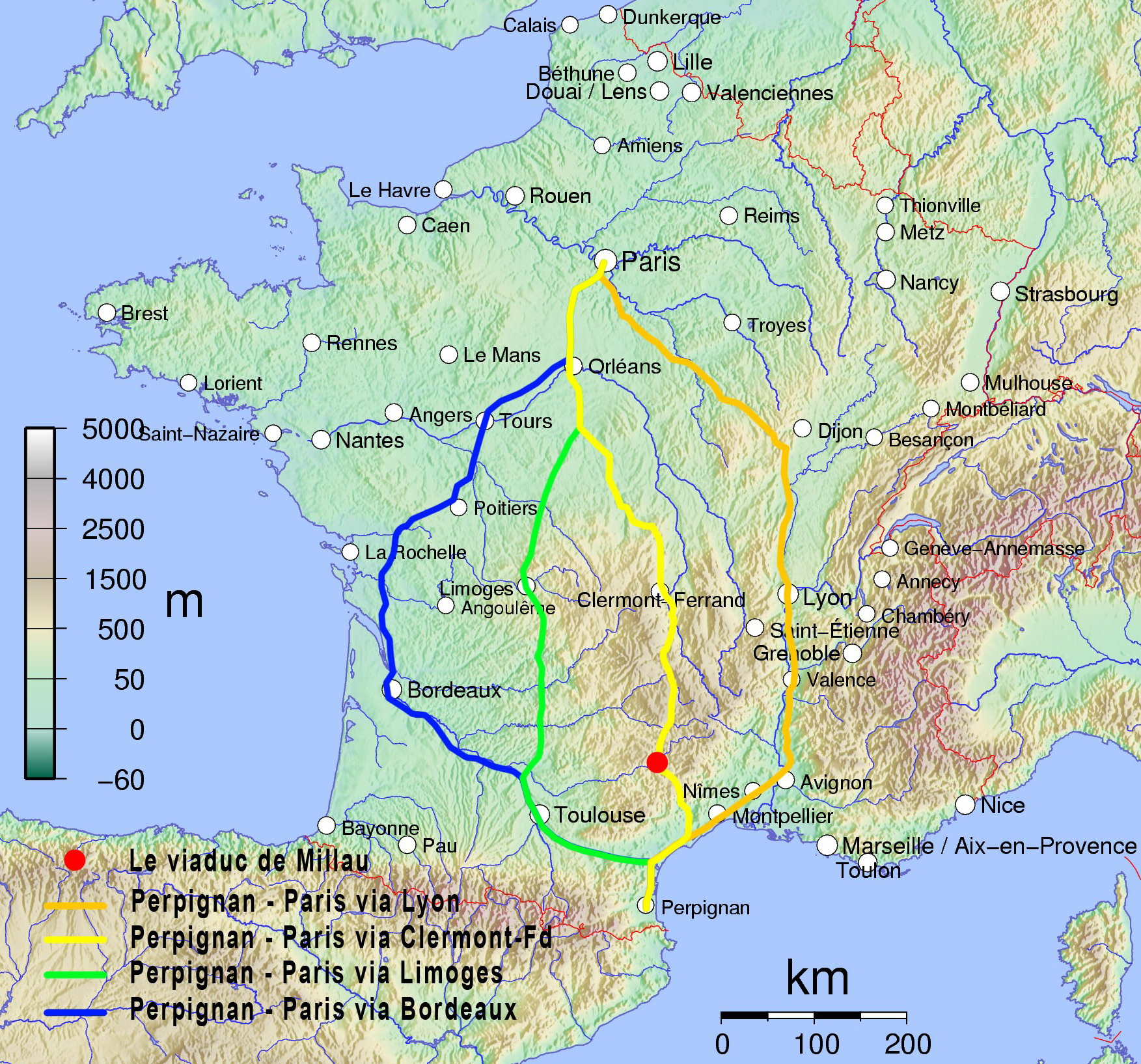
Les quatre options de trajets Perpignan - Paris

Avec les autoroutes A10 à proximité de la côte Atlantique, l'A20 à l'ouest du Massif central et l'A7 qui suit la vallée du Rhône, l’autoroute A75 fait partie des quatre grands itinéraires nord-sud pour traverser la partie méridionale de la France et, au-delà, relier le nord de l'Europe à la Méditerranée et à la péninsule ibérique. Son tracé désenclave le Massif central et la ville de Clermont-Ferrand en les ouvrant sur le sud. Associée à l'autoroute A71, l'A75 permet de délester l'axe rhodanien très utilisé, en particulier par les vacanciers. Sa construction a commencé en 1975 et s'est achevée fin 2010 avec la mise en service de la liaison Pézenas-Béziers.
Le Tarn est une rivière qui coule d'est en ouest, au sud du Massif central, coupant donc l'axe nord-sud et formant une brèche de plus de 200 mètres difficile à franchir. Avant le viaduc, ce franchissement se faisait par un pont situé en fond de vallée, dans la ville de Millau. Millau était alors un très gros point noir routier, connu et redouté. Des kilomètres d'embouteillages se formaient chaque année au moment des grands flux estivaux. Ces ralentissements faisaient perdre tous les avantages de l'A75, dite autoroute d'aménagement du territoire, et entièrement gratuite sur 340 kilomètres.
Elle permet également aux poids lourds de relier l'Espagne autrement, en évitant ainsi de contourner Lyon par l'A46 en empruntant l'itinéraire classique A6/A7/A9.

### Treize ans d’études et de concertation
Si les avantages d’un franchissement autoroutier de la vallée du Tarn sont indéniables, plusieurs difficultés viennent émailler l’histoire du viaduc. Les premières difficultés à résoudre sont techniques : les dimensions de la brèche à franchir, les vents violents de plus de 200 km/h et les conditions climatiques et sismiques nécessitent d’avoir recours à un ouvrage de dimensions exceptionnelles et soulèvent en outre quelques difficultés de réalisation[réf. souhaitée].

#### 1987-1991: choix du tracé

##### Études préliminaires
- « Grand Est »
- « Grand Ouest »
- « Proche de la RN9 »
- « Médiane »

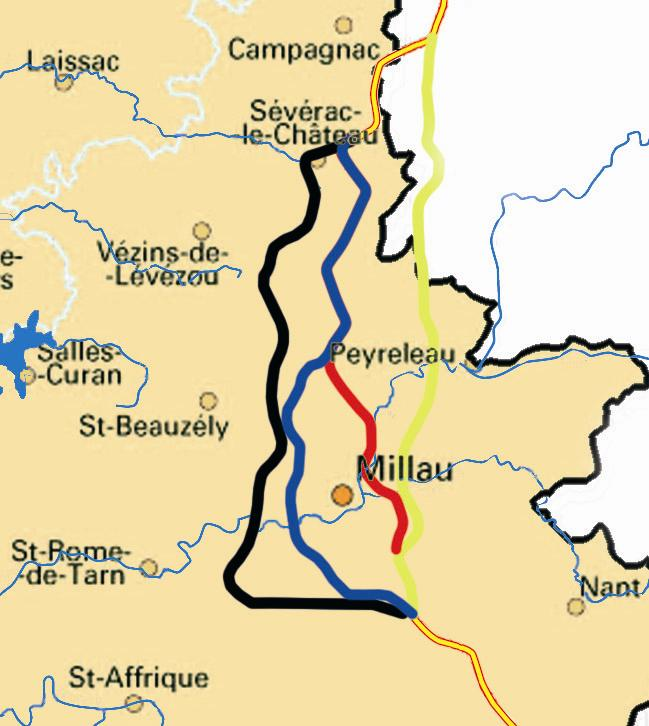
Tracés des quatre projets de l'autoroute A75 aux environs de Millau

Les études préliminaires visant à déterminer le tracé de l’autoroute pour franchir la vallée du Tarn sont confiées au CETE Méditerranée, service de l’État, et sont réalisées en 1988-1989. Elles aboutissent à la proposition de quatre options de tracés, :
- une option dite « grand Est » passant à l’est de Millau et franchissant à grande hauteur les vallées du Tarn et de la Dourbie par l’intermédiaire de deux grands ponts (portées de 800 à 1 000 m) dont la construction s'avère difficile. Bien qu’elle soit plus courte et plus favorable pour le trafic de transit, cette option est abandonnée car elle ne permet pas de desservir correctement Millau et sa région de façon satisfaisante puisqu’il faut utiliser la longue et sinueuse descente existante de La Cavalerie ;
- une option dite « grand Ouest », empruntant la vallée du Cernon et plus longue que la précédente d’une douzaine de kilomètres. Elle n’est pas retenue car elle présente des impacts importants sur l’environnement, notamment au droit des villages pittoresques de Peyre et de Saint-Georges-de-Luzençon et elle est plus onéreuse ;
- une option dite « proche de la RN9 » desservant bien Millau mais présentant des difficultés techniques et ayant un fort impact sur le milieu bâti existant ou projeté, également abandonnée ;
- une option dite « médiane » à l’ouest de Millau bénéficiant d’une assez large approbation locale mais présentant des difficultés de réalisation d’ordre géologique, notamment au niveau du franchissement de la vallée du Tarn. Les investigations des experts concluent à la possibilité de les surmonter c'est donc celle-là qui sera choisie.
- Puis cinq options de viaducs vont être proposées, c'est celui à haubans qui sera retenu.

Cette dernière option est choisie par décision ministérielle le 28 juin 1989. Il faut encore choisir entre deux familles de solutions locales pour franchir le Tarn :
- une famille « haute », faisant appel à un viaduc de 2 500 m passant à plus de 200 m au-dessus du Tarn ;
- une famille « basse », descendant dans la vallée, franchissant le Tarn grâce à un ouvrage de 600 m puis atteignant le Larzac par un viaduc de 2 300 m prolongé par un tunnel.

Après de longues études et des consultations locales, la famille « basse » est abandonnée, notamment parce que le tunnel aurait traversé une nappe phréatique, et à cause de son coût, de l’impact sur l’urbanisation et de l’allongement de trajet qu'elle implique. Moins longue, moins chère et offrant de meilleures conditions de sécurité pour les usagers, la famille « haute » apparaît la plus intéressante. Le choix est arrêté par décision ministérielle le 29 octobre 1991. Ce choix aboutira à l'ouverture d'une enquête publique prescrite par arrêté préfectoral du 4 octobre 1993. La commission d'enquête rend ses conclusions le 7 février 1994.

##### Oppositions
Plusieurs associations se sont manifestées contre le projet comme la WWF, France nature environnement, la Fédération nationale des associations d'usagers des transports (FNAUT) ou Agir pour l'environnement qui affirme : « ce projet pharaonique […] qui défigure la vallée […] accumule les nuisances, détruit le paysage, menace l’environnement pour un coût prohibitif et contribue à la désertification du territoire […], faisant perdre à Millau une part importante de son activité touristique ». Plusieurs élus politiques ont également critiqué le projet, comme le président de la région Auvergne Valéry Giscard d'Estaing. Des élus locaux, soutenus par les Verts et le Parti écologiste, avaient de même proposé début 1996 un contre-projet moins coûteux.
Les opposants ont avancé différents arguments :
- le tracé plus à l'ouest sera un meilleur tracé : plus long de trois kilomètres mais trois fois moins cher avec ses trois ouvrages d'art classiques ;
- l'objectif du viaduc ne sera pas atteint : du fait du péage, le viaduc sera peu emprunté et ne sera pas la solution aux célèbres embouteillages de Millau ;
- l'équilibre financier sera impossible : les revenus du péage ne permettront jamais le retour sur investissement et la société concessionnaire devra être soutenue par des subventions ;
- la réalisation technique sera imparfaite, donc dangereuse et peu pérenne : les piles ne seront pas solides du fait qu'elles s'assoient sur la marne de la vallée du Tarn ;
- le viaduc est une déviation : la diminution du passage des touristes à Millau freinera l'économie de la ville de Millau.

##### Déclaration d’utilité publique
Le projet est déclaré d'utilité publique, après avis du Conseil d'État, par décret en date du 10 janvier 1995 signé par le Premier ministre Édouard Balladur, et cosigné par le ministre de l'Équipement, des transports et du tourisme, Bernard Bosson, et par le ministre de l'Environnement, Michel Barnier.

#### 1991-1998: choix de l’ouvrage

Les cinq familles de solutions proposées lors de l'appel d'offres.

Le tracé retenu nécessite la construction d’un viaduc d’une longueur de 2 500 m. De 1991 à 1993, la division « Ouvrages d’art » du Sétra, dirigée par Michel Virlogeux, réalise des études préliminaires et vérifie la faisabilité d’un ouvrage unique franchissant la vallée. Compte tenu des enjeux techniques, architecturaux et financiers, la direction des routes met alors en compétition des bureaux d’études et des architectes afin d’élargir la recherche des solutions possibles. En juillet 1993, 17 bureaux d’études et 38 architectes se portent candidats pour la réalisation des premières études. Avec l’aide d’une commission pluridisciplinaire, la direction des routes sélectionne huit bureaux d’études pour les études techniques et sept architectes pour les études architecturales.
En février 1994, un collège d’experts présidé par Jean-François Coste identifie, sur la base des propositions des architectes et des bureaux d’études, cinq familles de solutions. La compétition est relancée : cinq couples architecte-bureaux d’études, constitués des meilleurs candidats de la première phase, sont formés et chacun d’eux approfondit l’étude d’une famille de solutions.
Le 15 juillet 1996, Bernard Pons, ministre de l’Équipement, entérine la proposition du jury constitué d’élus, d’hommes de l’art et d’experts et présidé par le directeur des routes, à l’époque Christian Leyrit. La solution du viaduc multihaubané présentée par le groupement de bureaux d’études Sogelerg (devenu Artelia Ville & Transport), Europe Études Gecti (aujourd’hui Arcadis) et Serf et le cabinet d’architectes Foster + Partners est retenue,.
Le groupement retenu affine les études de 1996 à 1998. À cette fin, il met en place un comité technique (animé par Bernard Gausset et Michel Virlogeux), supervisant des équipes d’études spécialisées affectées à chacun des domaines spécifiques : étude au vent, tablier en béton, tablier en métal, piles, géotechnique et équipements.
Un concours final dont l'intitulé est « Mise au point et étude complète de la solution métallique lancée » est institué. C'est le Bureau d'études liégeois Greisch (BEG) qui est retenu (solution lauréate issue du concours).
Après des essais en soufflerie, la forme du tablier est remaniée et le dessin des piles fait l’objet de minutieuses mises au point. Les études de détail ayant été menées à leur terme, les caractéristiques définitives de l’ouvrage sont approuvées à la fin de l’année 1998.

#### 1998-2001: financement du projet

##### Choix d'un concessionnaire
La construction d’un tel ouvrage soulevait en outre des difficultés financières. L’État hésitait à investir deux milliards de francs de l’époque (320 millions d’euros). C’est ainsi qu’il abandonna l’idée d’une autoroute totalement gratuite pour recourir au péage sur le viaduc. Mais ce recours au privé amena à son tour des difficultés d’ordre politique. Ainsi le président du Conseil général de l’Aveyron, Jean Puech, ne partage pas cette idée de recourir au péage.
C’est finalement Jean-Claude Gayssot, ministre communiste, qui prend la décision de recourir au privé en signant le 20 mai 1998 le décret de mise en concession. Il est accompagné dans sa décision par la ministre de l’Aménagement du territoire et de l’environnement Dominique Voynet qui signe le document à contrecœur.
L'enquête publique est alors lancée et se déroule du 16 décembre au 26 janvier 1998. La commission d’enquête rend un avis favorable au projet le 28 février 1999. L'instruction mixte, à savoir l'ensemble des procédures internes de consultations des différentes administrations, s'achève le 31 août 1999 et le projet est finalement déclaré d'utilité publique, après avis du Conseil d’État, par décret cosigné par les ministres Jean-Claude Gayssot et Dominique Voynet le 23 novembre 1999.
Un avis de publicité de marché public pour appels d'offres est alors lancé par le gouvernement aux niveaux français et européen avec une remise de candidatures pour le 24 janvier 2000. Quatre consortiums répondent à l’appel d’offres :
- le groupement Compagnie Eiffage du Viaduc de Millau (CEVM), avec Eiffage agissant pour le compte des entreprises Eiffage Construction et Eiffel ;
- le groupement mené par l'espagnol Dragados, avec Skanska (Suède) et Bec (France) ;
- le groupement Société du viaduc de Millau, comprenant les sociétés françaises ASF, Egis, GTM, Bouygues Travaux Publics, SGE, CDC Projets, Tofinso et l'italienne Autostrade ;
- le groupement mené par la Générale Routière, avec Via GTI (France) et Cintra, Nesco, Acciona et Ferrovail Agroman (Espagne).

La Compagnie Eiffage du viaduc de Millau est finalement pressentie au terme de cette procédure. Mais il faut attendre la signature de l'ordonnance du 28 mars 2001 ratifiée par la loi du 5 novembre 2001 modifiant le régime des concessions autoroutières pour signer cette convention de concession entre l'État et la Compagnie EIFFAGE du viaduc de Millau.
Jean-Claude Gayssot, ministre de l'Équipement, des transports et du logement pour l'État et Jean-François Roverato, président-directeur général de la Compagnie Eiffage du viaduc de Millau, la signent le 27 septembre 2001. Elle est approuvée par décret no 2001-923 du 8 octobre 2001 du Premier ministre Lionel Jospin. Le viaduc de Millau est ainsi le premier aménagement autoroutier à entrer dans le cadre de la réforme de 2001. Il est financé par des fonds privés dans le cadre d'un contrat de concession : l'ouvrage est la propriété de l'État français, les dépenses pour la réalisation et l'exploitation de l'ouvrage sont à la charge du concessionnaire, les revenus du péage sont attribués au concessionnaire.

##### Durée de la concession
La concession de l’ouvrage prendra fin le 31 décembre 2079. Cette durée de concession de 78 ans est exceptionnellement longue en comparaison des concessions autoroutières habituelles, en raison du nécessaire équilibre de l'opération. Il a souvent été dit qu’il était impossible de prévoir tous les aléas inhérents à la construction de l’autoroute sur une durée aussi longue ou que celle-ci risquait de conférer au concessionnaire une « rente de situation » par la perspective d’une sur-rentabilité.
Sur le premier aspect, il ne s’agit pas de tout prévoir sur 78 ans, pas plus que sur 35 ou 40 ans. Il s’agit simplement de prendre en compte un état d’imprévision en appréciant les risques éventuels et les jaugeant au vu des événements passés. Cette durée est en outre un facteur de sécurité qui permet d’étaler dans le temps les charges d’amortissement.
Quant au risque de sur-rentabilité, les parties ont mis en œuvre un dispositif de fin anticipée de la concession. Ainsi l’article 36 du cahier des charges prévoit que l’État peut demander qu’il soit mis un terme à la concession sans aucune indemnité, moyennant un préavis de 24 mois, dès lors que le chiffre d’affaires réel cumulé, actualisé à fin 2000 au taux de 8 %, dépasse trois-cent-soixante-quinze millions d'euros. Cette clause ne peut s’appliquer qu’à partir du 1er janvier 2045.
Bien que la concession ne porte que sur 78 ans, le concessionnaire a dû concevoir et réaliser le viaduc pour une durée d’utilisation de projet de 120 ans. La durée d’utilisation de projet est la durée pendant laquelle le viaduc doit pouvoir être utilisé comme prévu, en faisant l’objet de l’entretien et de la maintenance escomptés mais sans qu’il soit nécessaire de faire des réparations majeures.

##### Coût global
Cinq ans après avoir retenu la solution de Norman Foster, le concessionnaire est retenu et les travaux peuvent commencer. Le coût de réalisation de l'ensemble des travaux est évalué à près de 400 millions d'euros, dont 320 pour le seul viaduc. Aucune subvention publique n’a été nécessaire pour l’équilibre, mais le décompte total ne prend pas en compte l’ensemble des travaux réalisés par l’État pour aménager les abords[réf. souhaitée].

### Les acteurs
L'architecte du viaduc est le britannique Norman Foster.
Le consortium de construction du pont comprend la société Eiffage TP pour la construction des piles en béton et les viaducs d'accès, la société Eiffel pour le tablier métallique, la société Enerpac pour le poussage hydraulique du tablier, la société Appia pour l'application du revêtement bitumineux formant la chaussée sur le tablier et la société Forclum pour les installations électriques. Ce sont en fait tous les métiers du groupe Eiffage qui ont participé au chantier.
La seule entreprise d'un autre groupe ayant eu un rôle « noble » sur ce chantier est Freyssinet International, filiale du groupe Vinci spécialisée en précontrainte, qui s'est vu confier la mise en place et la mise en tension des haubans, la filiale de précontrainte du groupe Eiffage s'étant chargée de la précontrainte des têtes de piles.
La maîtrise d'œuvre a été confiée à la SETEC, branche Travaux publics et industriels, et en partie à l'ingénierie SNCF.
La technique du tablier en acier et le poussage hydraulique du tablier (solution lauréate issue du concours « Mise au point et étude complète de la solution métallique lancée ») ont été conçus par le Bureau d'études liégeois Greisch (BEG) dont les études d'exécution comprenaient les calculs généraux et calculs de résistance aux vents de 225 km/h, les calculs des phases de lançage, le dimensionnement et le calcul du tablier, des pylônes et du haubanage, le dimensionnement des équipements, la conception des méthodes d'exécution et des ouvrages provisoires. Enfin, en suivant une procédure déjà appliquée pour de multiples ponts et viaducs haubanés par ses ingénieurs, Greisch assura sur place une assistance aux opérations de lançage, de montage et de mise en place des pylônes, et de mise en œuvre des haubans sous le contrôle en temps réel du centre de calcul de l'université de Liège en Belgique.

### Trois ans de construction
La première pierre est posée le 14 décembre 2001 et le viaduc est ouvert à la circulation le 16 décembre 2004, soit trois ans seulement après le début des travaux, avec plusieurs semaines d'avance sur le calendrier prévu par le cahier des charges.

Vue d'ensemble du pont durant la construction.

#### Janvier 2002 – mars 2002: fondations des piles

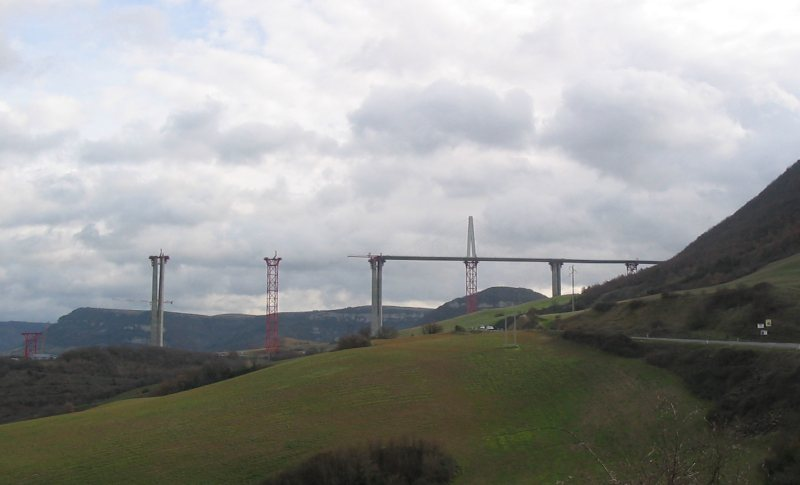
Partie sud en construction, côté Creissels.

Les travaux de creusement des puits de fondation sur lesquels reposeront les sept piles du viaduc commencent dès janvier 2002.
Après ferraillage, les puits sont bétonnés et une semelle de trois à cinq mètres d'épaisseur est coulée pour les sept piles. Chaque opération nécessite le coulage en une seule fois de 2 000 m3 de béton sur une trentaine d’heures. D’une surface de 200 m2 à la base, équivalente à la surface d’un terrain de tennis, les piles se termineront à leur sommet avec une surface de seulement 30 m2.

#### Mars à novembre 2002: construction des culées
De mars à juin 2002 a lieu la construction de la culée C8, côté plateau du Larzac au sud, puis de juin à novembre 2002 est construite la culée C0. C’est à partir de ces culées que seront ensuite lancés les éléments de tablier. Les caissons sont soudés les uns aux autres à l'arrière des éléments déjà lancés, sur une plate-forme en arrière des culées, sur une longueur de 171 mètres. Chaque partie de tablier est ensuite lancée dans le vide puis est appuyée sur un appui provisoire ou définitif.

#### Avril 2002 à décembre 2003: construction des piles

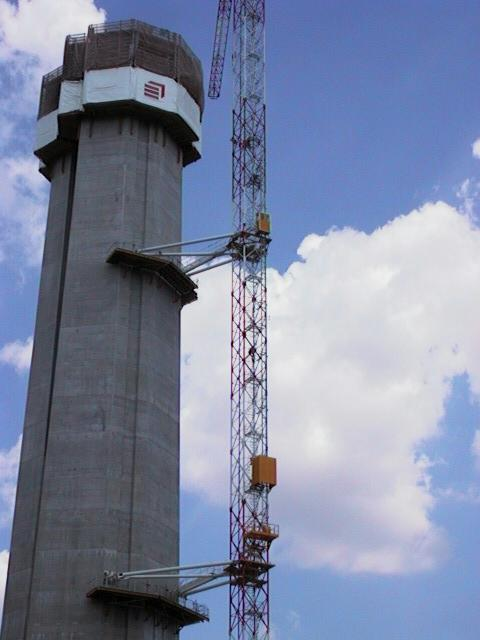
Appareil de coffrage glissant en tête de pile en construction, au-dessus du début du dédoublement du fût.

Chaque pile fait l’objet d’un chantier spécifique, avec ses propres équipes et son chef de pile. Au début de l’été 2002, six fûts de piles ont déjà été commencés et 23 000 m3 ont déjà été coulés. L’avancement se fait à raison de 25 m3 à l’heure. Chaque « levée » de béton coffré grâce à un coffrage glissant, correspondant à une élévation de quatre mètres de la pile, réclame 200 m3 et est programmée tous les trois jours, car il faut compter deux jours et demi de mise au point. Le coulage commence en milieu d’après-midi pour se terminer vers deux heures du matin.
En juillet 2002, près de huit cents personnes sont déjà intervenues sur le site, mais certaines sont déjà parties : trois cents peuvent y être comptabilisées en cet été 2002. En hiver 2002, on en compte alors près de cinq cents : plus de trois cents ouvriers en génie civil, environ cent ouvriers sur le tablier en construction derrière les culées et quatre-vingts cadres et ingénieurs.
La verticalité des piles est assurée grâce à des guidages laser et GPS. Le 21 février 2003, la P2 dépassait 141 mètres et faisait tomber le record de France détenu par les viaducs de Tulle et de Verrières. Le 12 juin, elle atteint la hauteur de 183 mètres, battant ainsi le record du monde des 176 mètres du viaduc de Kochertal en Allemagne. Le 20 octobre 2003, elle culmine à 245 mètres.
Le jeudi 20 novembre 2003, les sept piles sont achevées. À cette occasion, un tube de cuivre a été glissé dans les dernières strates de béton de la pile P3. Il contient les noms des 537 personnes qui ont travaillé à l’érection des piles et une pièce commémorative de 1,5 euro éditée lors du lancement de la monnaie européenne, avec un beffroi côté face et un viaduc côté pile. Le 9 décembre est organisé un grand feu d’artifice.

#### 2004: construction des chaussées et mise en service

Vue depuis la route de Brunas Creissels

Pendant le printemps 2004, un test du complexe d’étanchéité a lieu à Rivesaltes (Pyrénées-Orientales) sur un caisson témoin. Fin juillet, un essai grandeur nature de pose d'enrobé est réalisé sur le tablier lui-même.
D’avril à septembre, les plaques d’étanchéité sont installées. Dans un premier temps, un lé d’un mètre de largeur est mis en œuvre manuellement, de part et d’autre de l’ouvrage, sur la rive de la chaussée. À partir de la mi-juillet les machines d’application des sociétés Sacan et Siplast Icopal prennent le relais pour assurer la pose de l’étanchéité sur la section courante de l’ouvrage.
Les enrobés sont mis en œuvre du 21 au 24 septembre par la société Mazza, filiale d’Appia, associée avec plusieurs sous-traitants et de nombreuses autres filiales du groupe.
Les essais de chargement statique (21 cas de chargement au total nécessitant l’utilisation de 32 camions de 30 t environ) et dynamiques consistant en deux « lâchers » de câbles de 100 t chacun, pour simuler une rupture de haubans, se déroulent entre le 17 novembre 2004 et le 25 novembre.
L’ouvrage est inauguré par le président de la République Jacques Chirac le 14 décembre 2004 puis mis en service le 16 décembre à 9 h.

## Description de l'ouvrage
Le viaduc est un pont à haubans de 2 460 m de longueur. Il traverse la vallée du Tarn à près de 270 m de hauteur au-dessus de la rivière. Son tablier de 32 m de large accueille une autoroute de 2 fois 2 voies et 2 voies de secours.
Il est maintenu par sept piles prolongées chacune par un pylône de 87 m de hauteur auquel sont arrimées 11 paires de haubans.
Le pont a un rayon de courbure de 20 km, ce qui permet aux véhicules d'avoir une trajectoire plus précise qu'en ligne droite. Des structures de béton assurent l’appui du tablier à la terre ferme sur le causse du Larzac d’un côté et le causse Rouge de l’autre.

Élévation du viaduc de Millau.

### Géologie et géotechnique
Schématiquement, le sous-sol du site du viaduc est constitué par une série sédimentaire liasique et jurassique dont le pendage moyen est de 5 à 10° SE ; il est affecté par quelques failles E-W ou SE-NW subverticales ou inverses à chevauchement nord. La série débute par les dolomies du causse Rouge sur tout le versant nord, aval pendage, et le pied du versant sud, amont pendage, dont les pentes moyennes sont d’environ 20° ; elle passe ensuite à une alternance de marne, calcaire et calcaire argileux puis devient franchement marneuse sur la majeure partie du versant sud, amont pendage, dont la pente moyenne est d’environ 6⁰ ; la partie haute de ce versant est couronnée par les côtes calcaires et dolomitiques étagées du bord du causse du Larzac ; ces côtes séparées par des bancs marneux sont festonnées par les reculées karstiques de St-Martin et d’Issis, au fond desquelles des exsurgences émergent à travers des écroulements rocheux et ont bâti des entablements de tuf.

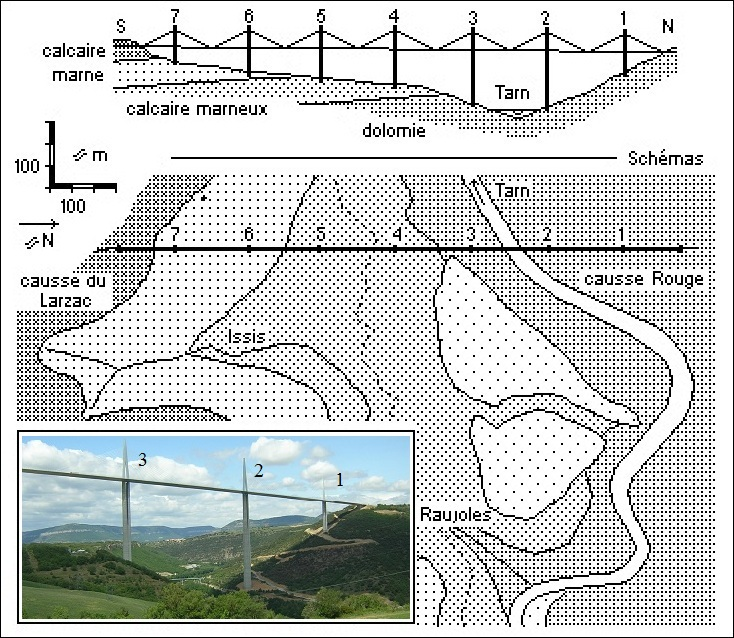
Cadre géologique et géotechnique

Sur le versant nord, la culée et les piles 1 et 2 sont fondées sur les dolomies ; sur le versant sud, la pile 3 est aussi fondée sur les dolomies, les piles 4 et 5 sont fondées sur le calcaire argileux, les piles 6 et 7 sont fondées sur la marne ; la culée sud est fondée sur le calcaire. Les fondations de chacune des piles sont constituées de quatre puits marocains de 5 m de diamètre, profonds de 9 m dans les dolomies (P1 à P3) et 17 m dans la marne où leur base a été élargie (P4 à P7) ; elles portent des semelles de liaison épaisses de 3 à 5 m ; afin de ne pas ébranler aux explosifs les roches fragiles, les puits ont été creusés au brise-roche par passes de 1,5 m et à mesure de l’avancement, leurs parois étaient enduites de béton projeté pour éviter l’altération ; les culées en béton sont fondées en fond de fouille des tranchées d’accès, sur la dolomie au sud et sur le calcaire au nord.

### Les piles et les culées

#### Fondations et semelles
Chaque pile prend appui sur une semelle en béton reposant sur quatre puits marocains de 4,50 à 5 m de diamètre et de 9 à 17 m de profondeur. Les puits ont été creusés à l’aide de pelles hydrauliques de type Liebherr 942 équipées de brise-roche par passes successives de 1,50 m avec confortement successif en béton projeté. Les puits des appuis P4 à P7 ont été élargis en partie basse, constituant ainsi une forme de « pattes d’éléphant ».
Les semelles présentent une largeur de 17 m et une longueur de 24,5 m pour une épaisseur variable entre 3 et 5 m. Les volumes de béton à mettre en œuvre varient ainsi de 1 100 à 2 100 m3. La durée de bétonnage a pu atteindre jusqu’à 30 heures.
L’élévation de température du béton, liée à la prise du ciment, a pu être limitée grâce au choix d’un ciment à faible dégagement de température et à la réduction de son dosage. L’utilisation de fumée de silice (à raison de 30 kg/m3) a en particulier permis de réduire ce dosage à 300 kg/m3 et de limiter la variation de température à 35 °C, contre 50 °C possibles sans fumée de silice, ce qui a conduit avec un béton à la température ambiante de 25 °C à une température maximale de 60 °C qui est le niveau requis pour éviter le risque de réaction sulfatique dans un milieu où il peut y avoir circulation d’eau,. Il a par ailleurs été calculé que la carbonatation des bétons des semelles ne dépassera pas 44 mm en 120 ans, épaisseur inférieure aux 50 mm d’enrobage des aciers mis en œuvre.

#### Descriptif des piles
Les piles non pas massives mais creuses, ont été dimensionnées pour résister, en exploitation comme en construction, aux charges verticales apportées par le tablier, aux déplacements de leur tête sous les effets de dilatation thermique du tablier et aux effets du vent. Dans le sens transversal, la largeur de la pile varie paraboliquement de 27 m à la base à 10 m au sommet, pour la pile P2, la plus haute.
Monolithiques à leur base, elles sont dédoublées sur les 90 mètres supérieurs. Ceci ne résulte pas d’une recherche d’esthétique, mais plutôt de la prise en compte des contraintes auxquelles ces piles sont soumises, en particulier le balancement transversal du tablier pouvant atteindre 60 cm sous l'effet de forts vents ainsi que sa dilatation pouvant entraîner un déplacement des piles qui peut atteindre 40 cm.
Les hauteurs des piles sont variables en fonction de la topographie du site et du profil en long de l’ouvrage :
| P1       | P2       | P3       | P4       | P5       | P6       | P7      |
| -------- | -------- | -------- | -------- | -------- | -------- | ------- |
| 94,501 m | 244,96 m | 221,05 m | 144,21 m | 136,42 m | 111,94 m | 77,56 m |

#### Construction des piles

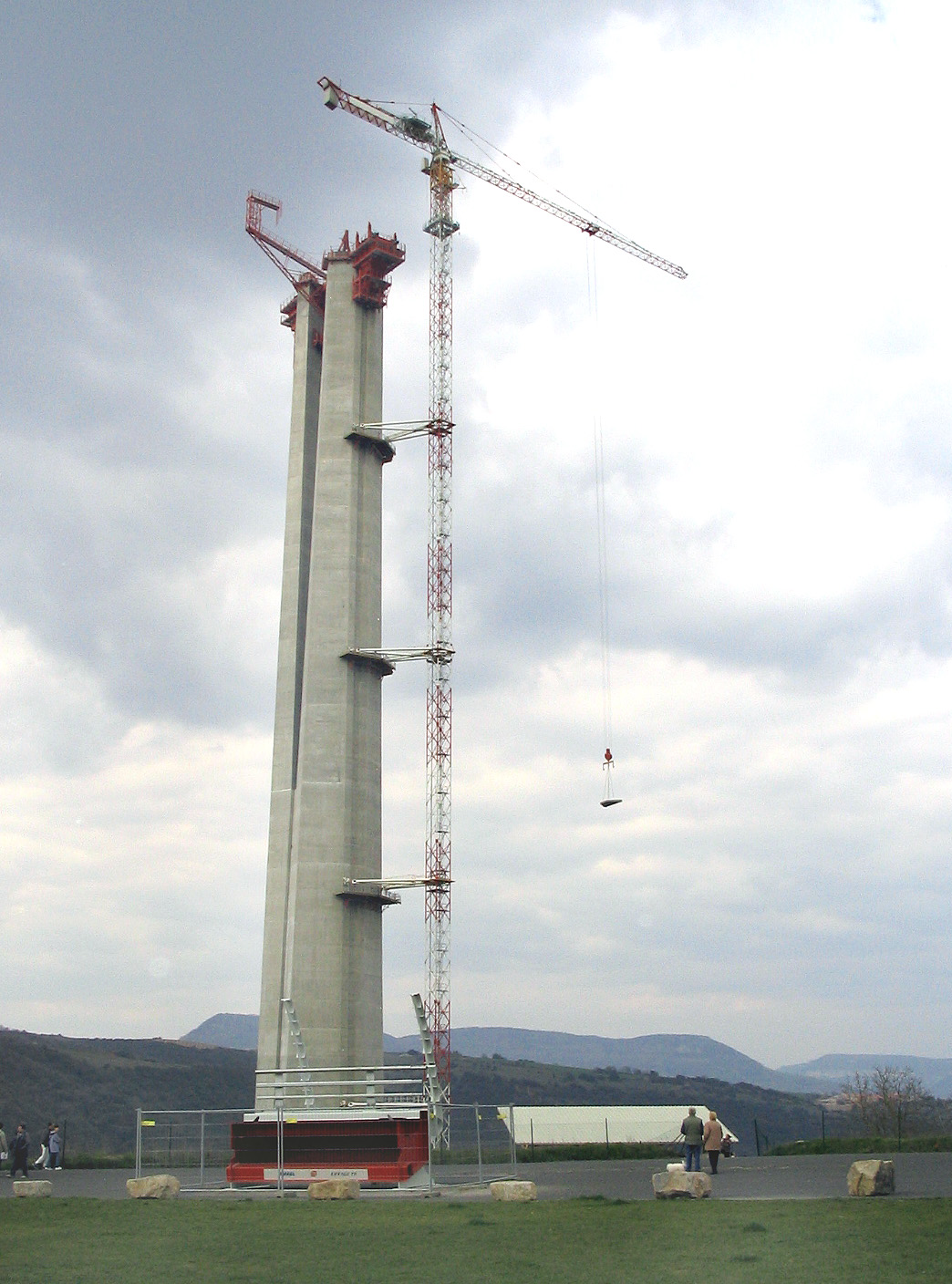
Une pile en construction.

Un béton hautes performances (BHP) B60 a été utilisé pour construire les piles. Il a été fabriqué par deux centrales Liebherr d’une capacité nominale de 80 m3/h. Les trente premiers mètres des piles ont été bétonnés à la pompe. Au-delà, le bétonnage des levées de pile a été réalisé à la benne à l’aide de chacune des grues à tour Potain K5-50C de 65 m de flèche et d’une capacité de 20 tonnes.
Tous les coffrages extérieurs progressent vers le haut d’une phase à l’autre, hydrauliquement et sans grue, à l’aide de coffrages auto-grimpants ACS (Automatic Climbing System) élaborés par la société Péri SAS,.
Chaque levée de bétonnage est faite sur une hauteur de quatre mètres. En partie basse des piles, la durée de bétonnage réalisée à la benne de 3 m3 était comprise entre six et sept heures en moyenne. La quantité de béton la plus importante mise en œuvre dans une levée a été de 322 m3 pour la levée 62 de la pile P2, la plus haute, pour une durée de bétonnage de douze heures. En partie haute des piles, le rythme de bétonnage était de 15 à 25 m3 par heure.

Élévation d’un fût dédoublé avec représentation des câbles de précontraintes

Les fûts dédoublés des piles ont été précontraints sur toute leur hauteur afin de réduire les efforts de traction extrêmes et donc de retarder et de limiter leur fissuration dans les conditions des états limites de service. Cette précontrainte est faite à l'aide de huit câbles 19T15 Super du procédé Dywidag, : quatre sont ancrés dans des bossages en saillie juste au-dessus du palier situé à -60 m et quatre autres sont ancrés dans des bossages en saillie entre les deux paliers de la jonction des jambes à -90 m, juste au-dessus du palier inférieur.
Les gaines de précontrainte sont des tubes lisses en acier de diamètre 101,6 mm intérieur. L'enfilage des torons depuis la partie basse du câble n'étant pas réalisable, seul l'enfilage par le haut et toron par toron était possible. Pour l'enfilage, des précautions ont été prises au droit des ancrages inférieurs et supérieurs pour assurer le maintien des câbles dans leur gaine avant la mise en tension. Cette dernière se fait par l'ancrage actif sur le chevêtre de la pile (ancrage passif en partie basse),.

coupe d'un fût dédoublé de pile avec position des câbles de précontraintes

Une pompe d'injection capable d'injecter les 100 mètres de câble depuis l'ancrage bas était installée sur le palier de séparation des deux fûts dédoublés (-100 m environ). Des évents ont été positionnés au niveau des deux paliers intermédiaires des fûts dédoublés afin de mieux contrôler la montée du coulis et servir éventuellement de point d'injection en cas de problème,.
Les appareils d’appuis fixes sur piles (quatre au total par pile soit deux par fût dédoublé) sont du type à calottes sphériques présentant une surface de glissement en alliage de bronze très spécifique. En effet, compte tenu de la taille de ces appareils d’appui, il n’était pas possible de faire reprendre le glissement par le matériau le plus classique et le plus utilisé à ce jour[Quand ?] qu’est le téflon.

#### Construction des culées
Les culées sont du type creuses d’une largeur de 13 m, plus étroites que le tablier, et munies d’encorbellements latéraux qui prolongent la forme du tablier jusqu’à son entrée dans le terrain naturel. Le béton mis en œuvre est un béton B 35G 0/14 dosé à 385 kg/m3 de ciment.
La culée nord, la plus proche de la zone de la barrière de péage du viaduc, renferme les locaux techniques nécessaires à l’exploitation du viaduc. Le tablier repose sur les massifs d’appui de chacune des culées par l’intermédiaire d’appuis glissants.
85 000 m3 de béton, dont plus de 50 000 de béton haute performance, ont été utilisés pour la réalisation des piles et des culées, soit au total plus de 205 000 t de béton.

### Le tablier

#### Descriptif

Coupe du tablier

Le tablier surplombe la vallée du Tarn à 270 m au point le plus haut et relie le causse du Larzac au causse Rouge. Il présente une légère pente de 3,025 % correspondant à un dénivelé de 74 mètres entre le nord et le sud ; cette pente est destinée à rassurer l'usager par une meilleure visibilité ainsi qu'un rayon à plat de 20 km pour créer l'illusion que le viaduc ne s'arrête jamais,[réf. souhaitée].
Le tablier est un caisson fermé et caréné présentant un profil aérodynamique pour pouvoir résister à des vents de plus de 205 km/h.
Il est constitué d’une dalle orthotrope comme la partie centrale du pont de Normandie. Chacun des 173 éléments présente une largeur de 27,60 m et une hauteur de 4,20 m. Ils sont constitués de tôles raidies et de profilés standardisés soudés et boulonnés. Ces caissons sont prolongés à chacune de leur extrémité d'une corniche de 2,20 m de large, supportant elle-même un écran brise-vent. Afin d’éviter ou du moins de ralentir la progression de la corrosion dans le tablier, celui-ci est muni d’un système de ventilation d’air sec, de plusieurs capteurs d’humidité et d’un système de récupération des eaux de ruissellement efficace.
La longueur totale du tablier est de 2 460 m. La masse totale d'acier dépasse les 36 000 tonnes soit environ quatre fois celle de la tour Eiffel (dont la masse totale est de 10 100 tonnes),.

#### Fabrication

Tablier en cours de construction, avec sa structure creuse bien visible

La section transversale du tablier, qui a été proposée par Eiffel, tient compte des possibilités de fabrication en usine, de transport et de montage sur site. Elle comprend un caisson central de largeur 4 m et de hauteur 4,20 m ; des panneaux intermédiaires raidis de 3,75 à 4,20 m ; deux caissons latéraux de 3,84 m et des bracons (en bleu sur le schéma ci-dessus) en profilé métallique UPN rigidifiant transversalement le tout.
Les caissons centraux ont été fabriqués par l'entreprise Eiffel dans son usine de Fos-sur-Mer, les caissons latéraux ont quant à eux été fabriqués dans l'usine de Lauterbourg, en Alsace.
Afin de pouvoir construire les éléments dans les délais impartis, l’entreprise Eiffel a investi dans des équipements de très haute technologie dont en particulier une machine d’oxycoupage à plasma et un robot de soudage à deux têtes. La machine d’oxycoupage permet de porter très rapidement la température du mélange flamme et oxygène à 2 800 degrés grâce à l’injection du plasma dans ce mélange. Le chalumeau ainsi constitué, véritable « couteau à métal » peut ainsi découper avec une précision extrême jusqu’à 1,80 m d’acier à la minute.

#### Assemblage et lançage

Le tablier côté sud et les palées provisoires en rouge.

Cinématique de lançage du tablier du viaduc de Millau

L’assemblage des caissons a été effectué sur des chantiers in situ à chaque extrémité de l’ouvrage. Ceci a permis d’éviter d’effectuer ces tâches en grande hauteur. Celui-ci a demandé 20 mois de travail et mobilisé 150 personnes.
C’est par lançage, spécialité du Bureau d'études liégeois Greisch (BEG), c'est-à-dire par translation avec avancée dans le vide en porte-à-faux, que les éléments de tablier ont été mis en place. Chaque élément de la longueur d’une demi-travée, soit 171 m, a ainsi été poussé dans le vide grâce à des translateurs puis liaisonné avec celui déjà en place
Pour franchir la première demi-travée entre les appuis de lançage que constituent les piles et les palées provisoires, les 342 premiers mètres du tablier lancé côté nord et du tablier lancé côté sud ont été équipés du pylône définitif sans son chapeau supérieur (P2 au nord et P3 au sud soit une hauteur totale de 70 m) et de six paires de haubans définitifs sur les onze que comporte chaque nappe de haubans.
Il y avait deux translateurs sur les palées provisoires à l'extrémité du viaduc, quatre sur les autres palées provisoires, quatre translateurs par piles béton et six translateurs sur la route de chaque côté du viaduc soit un total de 64 translateurs. Ils étaient séparés de 4 mètres en latéral et de 21 mètres en longitudinal. Les translateurs étaient couplés par deux et étaient posés sur huit vérins simple effet qui servaient à guider le tablier. Sur chaque translateur, il y avait un vérin de levage de 250 t de poussée et deux vérins d'avancement de 60 t de poussée chacun. Chaque translateur mesure sept mètres de long, un mètre de haut et pèse quatorze tonnes et fonctionnait à sept cents bars de pression. La vitesse d'avancement était de 60 cm en quatre minutes, soit de 9 m en une heure et de 171 m en deux jours. Chaque poussée était guidée par GPS et guidée laser,.

#### L’écran brise-vent

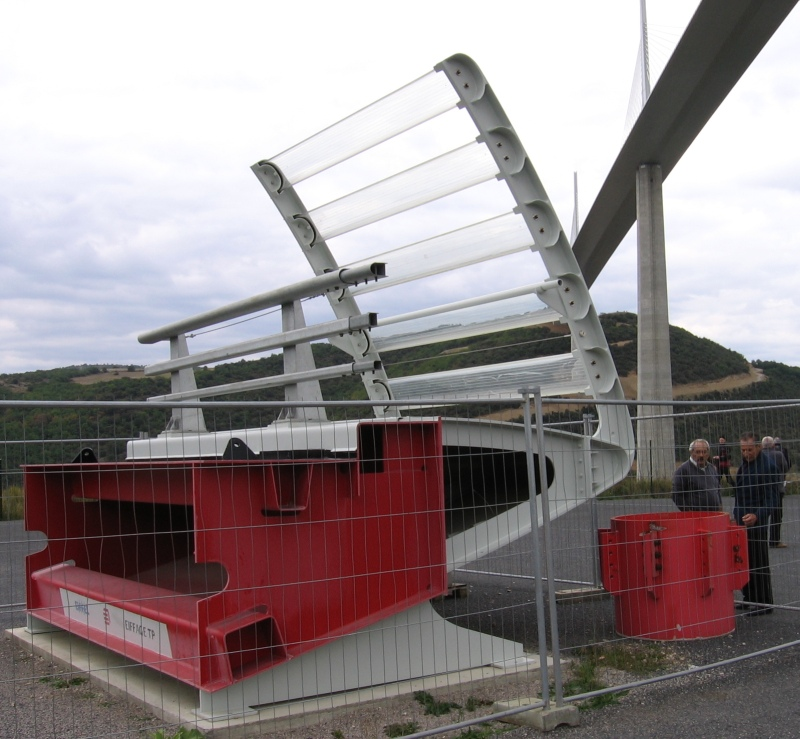
Une section du brise-vent du viaduc.

Le caisson du tablier est prolongé sur chacun de ses côtés par un écran brise-vent qui contribue à la forme aérodynamique générale du tablier et donc à la stabilité générale de l’ouvrage et protège les usagers du viaduc des rafales de vent qui pourraient être dangereuses. Le matériau utilisé est un plexiglas spécial fabriqué par la société allemande Degussa, un verre acrylique thermoformable transparent deux fois plus léger qu’un verre minéral utilisé habituellement pour la réalisation de murs anti-bruit, permettant ainsi de limiter la surcharge du tablier. L’usine autrichienne qui a fabriqué le produit a dû mettre au point des étuves spécifiques afin de répondre au profil spécial exigé par l’architecte. Par ailleurs des fils de polyamide transparents anti-fragmentation sont incorporés à l’intérieur du matériau, évitant ainsi une dispersion des débris qui pourraient être particulièrement dangereux en cas de chute 245 mètres plus bas.

### La chaussée
Pour éviter de faire subir à l’ouvrage un poids trop important, le principe d’une fine couche de roulement posée sur la chape d’étanchéité de l’ouvrage a été retenu. La difficulté consistait à concevoir un complexe étanchéité-roulement qui puisse suivre les déformations du support parfois très importantes, le protéger contre la corrosion et assurer les fonctions principales d’une couche de roulement : confort et sécurité.

#### Performances attendues
Selon le cahier des charges, cette structure (feuille d’étanchéité + enrobé) devait satisfaire à des essais très exigeants portant sur les liants, les granulats et le complexe proprement dit. Un essai particulier, l’essai de flexion sous moment négatif ou essai de flexion cinq points, permettait de mesurer la performance de la couche de roulement et du collage de l’étanchéité sous trafic. Dans le cadre de cet essai, le complexe d’étanchéité pour une plaque d’acier de 14 mm devait satisfaire les critères suivants : aucune fissure à deux millions de cycles pour une température de +10 °C, aucune fissure à un million de cycles pour une température de - 10 °C et aucun décollement aux interfaces acier-étanchéité et étanchéité enrobé.

#### Structure
L’entreprise Appia a mis 80 semaines pour élaborer cette structure. Le complexe retenu est du type épais multicouche et comprend un vernis de protection et de collage, une couche d’étanchéité par feuilles et une couche de roulement :
| Couche     | Produit        | Fournisseur | Épaisseur/Dosage |
| ---------- | -------------- | ----------- | ---------------- |
| Roulement  | Orthochape     | Appia       | 70 mm            |
| Étanchéité | Parafor Ponts  | Siplast     | 4 mm             |
| Vernis     | Siplast Primer | Siplast     | 100 à 150 g/m2   |

Bien que d’une épaisseur extrêmement faible par rapport à une chaussée classique, 74 mm, l’ensemble pèse malgré tout 13 000 tonnes.

#### La chape d’étanchéité
La chape d'étanchéité Parafor Ponts est fabriquée par la société Siplast-Icopal. Elle est constituée par une feuille préfabriquée à base de bitume modifié par un polymère SBS avec une armature en non-tissé de polyester. Elle comporte une protection de surface en granulés céramique. Elle est soudée à chaud (en général au chalumeau ou par des cylindres chauffants) sur le support préalablement préparé. Préalablement à l’application du procédé d’étanchéité, la tôle de platelage a été soumise à un décapage mécanique par grenaillage, puis le vernis a été étalé manuellement immédiatement après pour éviter le retour de l’oxydation de la tôle de platelage. Le soudage de la feuille d’étanchéité bitumineuse a ensuite été réalisé par la société Sacan qui a utilisé deux machines spéciales.

#### L’enrobé
L’enrobé retenu après essais pour la couche de roulement est un béton bitumineux 0/10 mm de granulométrie continue (BBSG 0/10) avec 6 % de teneur en vides et 5,8 % de bitume (par rapport au poids sec des granulats). Il a été dénommé par la suite Orthochape. Le liant qui entre dans sa composition est un bitume modifié par des polymères type SBS, dénommé Orthoprène. Les granulats utilisés sont des amphibolites de la carrière d’Arvieu et ayant de bonnes propriétés mécaniques.
La fabrication, le transport et la mise en œuvre de l’enrobé Orthochape n’ont pas nécessité l’utilisation de matériel spécifique. Le liant a été fabriqué à l’usine de Corbas (Lyon) et transporté sur le chantier par camions. La fabrication des enrobés était assurée par deux postes mobiles (TSM 17 et TSM 21) installés au nord de l’ouvrage. L’atelier de mise en œuvre était composé d’un alimentateur d’enrobé Franex, d’un finisseur grande largeur ABG 525 (équipé d’une trémie de réception et de deux poutres de 15 m) et d’un finisseur Vogele 1900 pour la BAU. L’enrobé a été mis en œuvre à la température de 170 °C.
La compacité est un élément essentiel pour l’obtention des performances mécaniques d’un enrobé. Dans le cas de l’Orthochape, vu son mode de sollicitation mécanique, cet élément est prépondérant pour la pérennité de la couche de roulement. Un objectif de 94 % de compacité a été fixé pour garantir les performances mécaniques de l’enrobé. L’atelier de compactage était composé de cylindres à double bille vibrants Bomag du type BW 180 AD. Dans un souci d’ordre esthétique, trois petits cylindres BW 120 assuraient l’effacement des éventuelles traces de mise en œuvre.

### Les pylônes

#### Descriptif

Élévation d’un pylône

Les sept pylônes ont la forme d’un V renversé. Hauts de 88,92 m et pesant environ 700 tonnes, ils prennent appui sur les piles. Chacun d'entre eux permet l'ancrage de onze paires de haubans qui assurent ainsi le soutien du tablier.
Le pylône de la pile P2 culmine à 343 m au-dessus du sol.
Dans un pont à une seule travée haubanée, les efforts transmis aux appuis via les pylônes sont verticaux. Dans le cas d’un viaduc multihaubané, il en va autrement. En effet, le fait qu’une travée soit chargée et pas les autres induit une dissymétrie dans la répartition des efforts. Les haubans tirent sur les pylônes qui, s'ils ne présentent aucune rigidité propre, entraînent les travées adjacentes dans leur mouvement. Seule la rigidité propre du tablier est alors mobilisée et le haubanage s'avère très peu efficace.
Pour éviter un épaississement du tablier, très préjudiciable à l’ouvrage car la charge totale en serait très fortement accrue, seul un ancrage du pylône sur la pile permet d’obtenir un ensemble rigidifié pouvant supporter ces efforts transversaux. L’évidement du haut de la pile et, par voie de conséquence, la forme en V renversé du pylône avec une largeur en pied de 15,5 m, résultent d’un compromis entre ce choix de rigidification et de la volonté d’éviter d’avoir des piles et pylônes trop massifs.

#### Fabrication et mise en place
Les pylônes métalliques ont été fabriqués dans l’usine Munch, filiale d’Eiffel à Frouard. Les éléments de pylône réalisés en atelier selon le même principe que les éléments du tablier ont été livrés sur chantier par convois routiers exceptionnels en éléments de longueur inférieure à douze mètres. Le poids maximal d’un élément était de 75 t.
La mise en place s'est faite en deux temps : l'élévation d'un pylône sur le premier élément de tablier lancé puis le levage des autres après finition du tablier. Ainsi sur le premier élément de tablier lancé était déjà fixé un pylône arrimé par cinq haubans d’un côté et six de l’autre. Au fur et à mesure du poussage du tablier, le premier élément avançait donc avec son pylône fixé.
Dix-huit opérations de lançage ont été nécessaires pour joindre les deux parties du viaduc. Ce n’est qu’après la jonction au-dessus du Tarn, fin mai 2004, que les autres pylônes ont été amenés à demeure par des chariots automoteurs puis élevés.

### Les haubans

#### Descriptif

Coupe d'un hauban à 91 monotorons, plus gros des haubans du viaduc

Chaque travée est supportée par une nappe centrale en forme d’éventail de onze paires de haubans ancrés dans les structures métalliques du tablier et des pylônes. Il y a sept pylônes et donc 154 haubans.
Ces haubans, fabriqués par la société Freyssinet, sont constitués de faisceaux de monotorons parallèles, chaque monotoron étant lui-même un assemblage de sept fils élémentaires. Chaque hauban comporte 45 à 91 torons de 150 mm2 de section. La résistance d'un hauban peut ainsi varier de 12 500 à 25 000 kN. Le hauban Freyssinet HD, qui peut comprendre de 1 à 169 torons, repose dans son principe sur l’indépendance de chacun de ces éléments à tous les niveaux : ancrage, protection contre la corrosion, installation, mise en tension voire remplacement. C’est ce qui a conduit à le préférer aux haubans classiques livrés préfabriqués, mais qui, en cas de défectuosité, doivent être changés dans leur ensemble.

#### Fabrication

Nappe axiale de haubans.

Les fils élémentaires, constituant un toron de 15,7 mm de diamètre, sont galvanisés à chaud avant leur dernier tréfilage. Ils sont assemblés dans une gaine en polyéthylène à haute densité (PEHD) pour former un monotoron. Celui-ci est ensuite injecté avec une cire à raison d’au moins 12 g/m3.
Les monotorons sont assemblés parallèlement, sans remplissage intermédiaire, pour constituer un hauban. L'ensemble est entouré d’un gainage extérieur en polyéthylène. Cette gaine constitue une barrière anti-UV et comporte à sa surface des spirales discontinues afin de lutter contre les vibrations dues à l’effet combiné de la pluie et du vent.

#### Mise en place
Sur chacun des pylônes P2 et P3, 12 haubans ont d’abord été utilisés comme câbles de lançage supportant le porte-à-faux du tablier, et, sous l’effet des déformations du tablier, ont été successivement mis en tension, lorsque le tablier abordait les palées et les piles, puis détendus. Afin de limiter et de contrôler les déformations angulaires qu’ils subissaient au niveau des ancrages, ils étaient équipés sur les pylônes et le tablier de selles de déviation spéciales.
Afin de pouvoir réaliser les détensions nécessaires sur certains haubans pendant certaines phases de lançage, ceux-ci ont nécessité des courses de réglage importantes allant jusqu’à 900 mm.
Les variations de tension dans l’ouvrage en cours de construction étaient très importantes. Pour éviter les risques de vibration des haubans peu tendus, des aiguilles provisoires de 40 mm de diamètre en chanvre ont été disposées. Les aiguilles ont été tendues puis détendues au fur et à mesure de la progression du tablier, en fonction des besoins pour empêcher les haubans de vibrer. Les plus longs haubans mis en œuvre ont une longueur totale de 180 m et pèsent environ 25 tonnes.

### Instrumentation

#### L’installation électrique
Les installations électriques du viaduc sont assez importantes et proportionnelles à l'immense ouvrage. Ainsi, le pont possède 30 km de câbles à courant fort, 20 km de fibres optiques, 10 km de câbles à courant faible et 357 prises téléphoniques, pour permettre aux équipes d'entretien de communiquer entre elles et avec le poste de commandement, où qu'elles se trouvent dans le tablier, les piles et les pylônes. Les données, centralisées dans un premier temps au niveau de la culée C0, sont ensuite acheminées au PC de surveillance de la barrière de péage. À la moindre anomalie, une alarme se déclenche dans la salle de supervision et des procédures d'intervention sont alors activées.

#### Capteurs destinés à la surveillance de l’ouvrage
Par ailleurs de nombreux capteurs sont disposés à de multiples endroits de l'ouvrage afin de détecter le moindre mouvement ou la moindre anomalie. Les déplacements du tablier au niveau des culées sont ainsi surveillés au millimètre près, de même que les déplacements des semelles par rapport aux puits marocains ou le vieillissement des haubans. Le tablier métallique est doté de plusieurs capteurs d’humidité afin de vérifier que l’hygrométrie de l’air ne favorisera pas la corrosion et d’accéléromètres qui contrôlent les phénomènes oscillatoires qui peuvent survenir sur les tabliers des ponts. Les piles, soumises à d’importants efforts mécaniques, notamment en cas de vents forts, sont équipées d’extensomètres pouvant mesurer des mouvements au micromètre près et capables de faire jusqu’à cent mesures par seconde. La semelle de la pile P2, très sollicitée, est équipée de douze extensomètres à fibre optique et des extensomètres électriques sont répartis sur toute la longueur des piles P2 et P7.
Ces nombreux capteurs alimentent le système de « contrôle de santé intégré » de l'ouvrage.

#### Capteurs destinés au trafic automobile
De plus, deux capteurs piézoélectriques séparés par une boucle de comptage recueillent de multiples données concernant le trafic : poids des véhicules, vitesse moyenne, densité du flux de circulation, etc. Ce système est capable de distinguer 14 types de véhicules différents.
Sur le plan de la sécurité, un système de détection automatique d’incident (DAI) permet aux opérateurs d’être alertés sur toute anomalie, comme un véhicule qui s’immobiliserait sur l’ouvrage ou la présence de tout objet suspect sur la chaussée,.
En cas d'accident majeur, un plan de secours spécialisé destiné à l’ouvrage a été élaboré par la préfecture de l’Aveyron. Il prévoit les moyens d’intervention sur l’ouvrage et leur organisation.

## Aménagements connexes

### La barrière de péage
C'est sur le causse Rouge à quatre kilomètres au nord du viaduc, près du village de Saint-Germain, que se situe l'unique barrière de péage de l'A75 (en dehors de celle de Béziers avant de rejoindre l'autoroute A9) et les bâtiments réservés à l’équipe d’exploitation commerciale et technique. Ces installations sont situées sur la commune de Millau.
La barrière de péage comportait à la mise en service 14 voies. Un tel aménagement permet d’absorber 35 000 véhicules par jour sans ralentissements, suffisant donc pour écouler les 28 000 véhicules prévus par jour, hors jour de forte affluence. En cas de faible affluence, la cabine centrale a été aménagée pour gérer le passage des véhicules dans les deux directions.
Cet ouvrage a été conçu par l’architecte Michel Herbert. L'auvent de la barrière de péage se présente sous la forme d’un voile de 100 m de long sur 28 m de large à la géométrie complexe et d’une finesse extrême, variant de 20 à 85 cm d’épaisseur. Il est composé de 53 voussoirs réalisés avec un Béton Fibré ultra-hautes performances (BFuhp) mis au point par Eiffage TP, en collaboration avec Sika, l’un des spécialistes mondiaux de la chimie du béton. Ce béton présente des performances exceptionnelles puisque les résistances maximales sont de 200 MPa en compression et de 45 MPa en flexion,.

### Extension de la barrière de péage
À la suite des bouchons produits par le grand chassé-croisé des vacanciers pendant le mois d'août 2005, le concessionnaire a souhaité agrandir la barrière de péage en la portant de 14 à 18 voies (deux voies nouvelles de chaque côté).
Les études d'avant-projet et le suivi des travaux ont été confiés à la société Setec TPI. Avec ce nouvel aménagement, une configuration en 11 + 7, c'est-à-dire 11 voies de péages ouvertes dans un sens et 7 dans l’autre, peut être retenue lors des pics maximums et ainsi absorber un trafic de 3 000 véhicules par heure, trafic horaire maximum possible pour une autoroute à 2 × 2 voies,.
Les travaux ont été réalisés entre le 31 janvier et la mi-juin 2006. Afin d'améliorer l'adaptabilité du dispositif aux variations de trafic par sens de circulation, trois cabines ont été reprofilées pour pouvoir accueillir les automobilistes dans les deux sens. En outre des cabines ont été ajoutées là où il n’y avait que des bornes automatiques. Le coût de ces travaux s'est établi à 4,2 millions d’euros,.

### Aire de repos de Brocuéjouls
L'aire de repos de Brocuéjouls est inaugurée par Mme Chantal Jourdan, préfet de l'Aveyron, le vendredi 30 juin 2006, à l'issue de sept mois de travaux. Le coût de ces travaux s'établit à 5,8 millions d'euros : 4,8 millions d'euros de crédits d'État pour la réalisation de l'aire (voirie d’accès, parkings, aire de repos, sanitaires…) ; 1 million d'euros pour la restauration des bâtiments de la ferme de Brocuéjouls (ensemble des deux tranches).
La ferme de Brocuéjouls et ses abords immédiats pourront accueillir des actions d'animation et de promotion touristique.

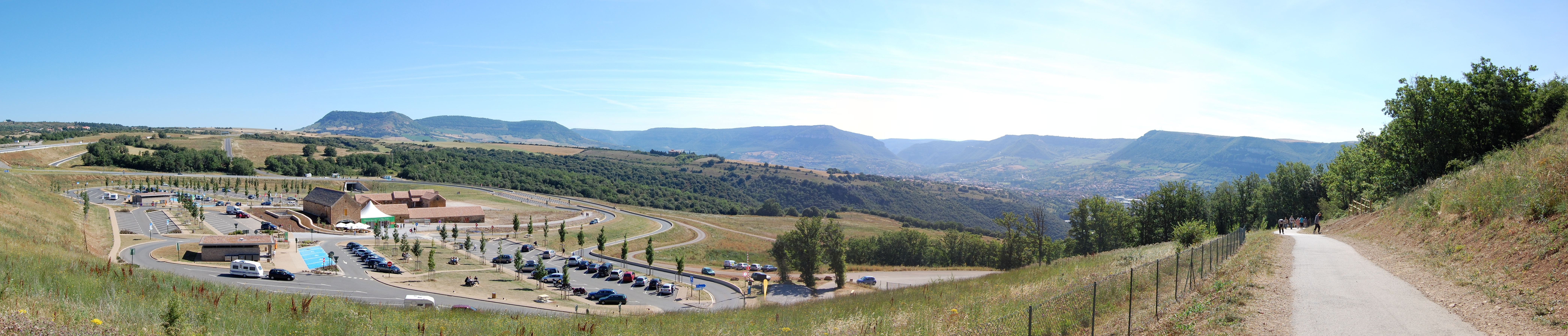
L'aire de repos de Brocuéjouls.

### Espace Info Viaduc
Le centre d'informations avec expositions et tours guidés se trouve côté sud, accessible par Millau et Creissels. Un accès direct de l'autoroute n'est pas possible.

## Exploitation de l’ouvrage

### Trafic
Le trafic prévisionnel à deux ans était estimé, avant mise en service, à 10 000 véhicules par jour avec 10 % de poids lourds, 25 000 véhicules en été, et il était prévu un rythme de croissance de 3 % par an sur quinze ans. Le dimensionnement initial de la barrière de péage a ainsi été fait dans un premier temps pour pouvoir assimiler un flot n’excédant pas 28 000 véhicules par jour sans ralentissement.
En 2005 et 2006, environ 4 300 000 véhicules ont franchi le viaduc, soit en moyenne un peu moins de 12 000 véhicules par jour. À la suite du pic de trafic de 50 018 véhicules du 31 juillet 2005 ayant généré plus de 12 km d'embouteillages, la Compagnie Eiffage a construit 4 voies de péages supplémentaires portant le nombre de 14 à 18. Ces gares nouvelles ont été mises en service en juin 2006,. 4 532 485 véhicules ont franchi le viaduc en 2007 et 4 670 449 en 2008. Le 10 000 000e usager a été enregistré le 9 mai 2007 et le 18 millionième le 20 décembre 2008. Le 3 octobre 2009, le 22 millionième véhicule traverse le viaduc. Le 23 juillet 2010, la barre symbolique du 25 millionième véhicule est franchie.
Le vendredi 22 juillet 2011, c'est le 30 millionième véhicule qui franchit le viaduc de Millau. Le 16 décembre 2012, le cap des 37 millions de véhicules est franchi.
Globalement, les trafics annuels constatés sont en 2013 largement en avance sur les prévisions :
| Année | Trafic tous véhicules | Trafic tous véhicules | Trafic moyen journalier | Trafic moyen journalier | Pic de trafic | Pic de trafic | Poids lourds | Poids lourds         |
| Année | Trafic annuel         | Taux d’évolution (%)  | Réel                    | Prévision               | Nombre        | Date          | Nombre       | Taux d’évolution (%) |
| ----- | --------------------- | --------------------- | ----------------------- | ----------------------- | ------------- | ------------- | ------------ | -------------------- |
| 2005  |                       |                       |                         | 10 000                  | 50 018        | 30 juillet    |              |                      |
| 2006  | 4 347 930             |                       | 11 912                  | 10 300                  | 53 795        | 12 août       | 326 821      |                      |
| 2007  | 4 532 485             | 4,24                  | 12 418                  | 10 609                  | 54 281        | 18 août       | 362 772      | 11                   |
| 2008  | 4 670 449             | 3,04                  | 12 760                  | 10 927                  | 58 826        | 2 août        | 392 048      | 8,07                 |
| 2009  | 4 706 438             | 0,77                  | 12 894                  | 11 255                  | 62 279        | 1er août      | 369 462      | -5,76                |
| 2010  | 4 753 503             | 1,00                  | 13 023                  | 11 593                  | 62 931        | 31 juillet    | 385 000      | 4,1                  |
| 2011  | 4 815 299             | 1,30                  | 13 193                  | 11 941                  |               |               | 344 000      | -10,7                |
| 2012  | 4 723 808             | -1,9                  | 12 906                  | 12 300                  | 63 500        | 18 août       | 325 000      | -3,7                 |
| 2013  | 4 703 669             | -0.3                  | 11 800                  | 12 667                  | 63 121        | 22 juillet    |              | -2.0                 |
| 2014  |                       |                       | 12 000                  | 13 048                  |               |               |              |                      |
| 2015  |                       |                       |                         | 13 439                  |               |               |              |                      |
| 2016  | 4 998 862             |                       | 13 695                  | 13 842                  | 65 828        | 13 août       |              |                      |
| 2017  | 5 millions            |                       |                         | 14 257                  |               |               |              |                      |
| 2018  | 5 172 971             |                       | 15 000                  | 14 999                  | 75 000        | Mi-août       | 400 000      |                      |

### Fréquentation
En tant que destination touristique, le viaduc fait l'objet d'une fréquentation non négligeable :
- En 2010, il a reçu 1 161 000 visiteurs[80].
- En 2011, il a reçu 1 153 000 visiteurs[80].
- En 2012, il a reçu 1 135 000 visiteurs[80].
- En 2013, il a reçu 1 079 754 visiteurs[80].
- En 2014, il a reçu 1 087 452 visiteurs[80].

### Péage
Les tarifs de péage perçus par le concessionnaire sont fixés chaque année dans le cadre de plans quinquennaux approuvés par les deux signataires de la convention, en application de formules de révision définies à l'article 25 de cette convention.
Cinq classes de péage sont définies :
- classe 1 : véhicules légers – hauteur inférieure ou égale à 2 mètres et poids total en charge (PTAC) inférieur ou égal à 3,5 tonnes ;
- classe 2 : véhicules intermédiaires – hauteur comprise entre 2 et 3 mètres et poids total en charge (PTAC) inférieur ou égal à 3,5 tonnes ;
- classe 3 : poids lourds 1 – véhicules à 2 essieux hauteur supérieure à 3 mètres et poids total en charge (PTAC) supérieur à 3,5 tonnes ;
- classe 4 : poids lourds 2 – plus de 2 essieux ;
- classe 5 : motos.

Pour chacune d'elles, un tarif de base, applicable en été, est défini pour la mise en service. Il est ensuite révisé le 1er février de chaque année, suivant une formule faisant intervenir l’indice des prix à la consommation hors tabac. Le tarif hors été se déduit du tarif de base par réfaction d’un certain pourcentage. À compter de l'été 2016, le tarif d'été est applicable du 15 juin au 15 septembre, auparavant il était applicable uniquement du 1er juillet au 31 août.
Les tarifs appliqués depuis la mise en service ont évolué comme suit :
| Année | classe 1 véhicules légers | classe 1 véhicules légers | classe 2 véhicules intermédiaires | classe 2 véhicules intermédiaires | classe 3 2 essieux > 3,5 tonnes | classe 4 3 essieux et plus | classe 5 motos |
| Année | hors été (en €)           | été (en €)                | hors été (en €)                   | été (en €)                        | (en €)                          | (en €)                     | (en €)         |
| ----- | ------------------------- | ------------------------- | --------------------------------- | --------------------------------- | ------------------------------- | -------------------------- | -------------- |
| 2005  | 4,9                       | 6,5                       |                                   |                                   |                                 |                            |                |
| 2007  | 5,4                       | 7,0                       | 8,1                               | 10,6                              | 19,4                            |                            |                |
| 2008  | 5,6                       | 7,4                       | 8,5                               | 11                                | 20,2                            |                            |                |
| 2009  | 6                         | 7,7                       | 9                                 | 11,6                              | 21,3                            |                            |                |
| 2010  | 6,1                       | 7,9                       | 9,2                               | 11,8                              | 21,7                            |                            |                |
| 2011  | 6,4                       | 8,2                       | 9,6                               | 12,3                              | 22,5                            |                            |                |
| 2012  | 6,7                       | 8,6                       | 10,1                              | 12,8                              | 23,5                            | 31,2                       | 4,3            |
| 2013  | 7                         | 8,9                       | 10,5                              | 13,3                              | 24,4                            | 32,4                       | 4,4            |
| 2014  | 7,3                       | 9,1                       | 10,9                              | 13,7                              | 25,1                            | 33,4                       | 4,6            |
| 2015  | 7,5                       | 9,4                       | 11,2                              | 14                                | 25,7                            | 34,2                       | 4,7            |
| 2016  | 7,8                       | 9,8                       | 11,6                              | 14,6                              | 26,7                            | 34,8                       | 4,8            |
| 2017  | 8,0                       | 10,1                      | 12,0                              | 15,1                              | 27,4                            | 35,7                       | 4,9            |
| 2018  | 8,3                       | 10,4                      | 12,4                              | 15,6                              | 28,2                            | 36,7                       | 5,1            |
| 2019  | 8,6                       | 10,8                      | 12,9                              | 16,1                              | 29,3                            | 37,6                       | 5,3            |
| 2020  | 8,9                       | 11,0                      | 13,3                              | 16,5                              | 30,0                            | 38,0                       | 5,4            |
| 2021  | 9                         | 11,2                      | 13,6                              | 16,8                              | 30,4                            | 38,6                       | 5,5            |
| 2022  | 9,5                       | 11,7                      | 14,2                              | 17,5                              | 31,8                            | 40,3                       | 5,7            |
| 2023  | 10,1                      | 12,5                      | 15,1                              | 18,6                              | 33,8                            | 42,9                       | 6,0            |
| 2024  | 10,9 (+7,9%)              | 13,3 (+6,4%)              | 16,3 (+7,9%)                      | 20,0 (+7,5%)                      | 36,3 (+7,4%)                    | 46,0 (+7,2%)               | 6,5 (+8.3%)    |
| 2025  | 11,2 (+2,75%)             | 13,7 (+3,01%)             | 16,9 (+3,68%)                     | 20,6 (+3,00%)                     | 37,3 (+2,75%)                   | 47,3 (+2,83%)              | 6,7 (+3,08%)   |

### Vitesse maximale autorisée
La vitesse maximale autorisée, initialement fixée à 130 km/h comme sur toute autoroute, a été ramenée en juin 2005 à 110 km/h, pour éviter des accidents. De trop nombreux automobilistes ralentissaient en effet au droit du viaduc pour tenter de voir le paysage et l'ouvrage. L'arrêté a été pris par le préfet le 31 mai 2005, mais n'a été applicable qu'après la pose des panneaux,.

### Maintenance
La maintenance de l’ouvrage, bien plus qu'un simple entretien, vise à vérifier périodiquement le viaduc afin d’en apprécier l’état de dégradation et de planifier des réparations. L’état référentiel, ou « point zéro », premier état des lieux complet de chaque élément du viaduc a été effectué de mi-octobre à mi-décembre 2005. Il sert de comparatif lors des inspections annuelles et tri-annuelles de certains éléments de l’ouvrage et lors de l’inspection complète qui a lieu tous les six ans. L’inspection de la sous-face du tablier est menée grâce à une nacelle négative, l’extérieur des piles et des pylônes a été vérifié grâce à des caméras très puissantes et l’intérieur du viaduc par des techniciens.

## Impacts sur le milieu local

Vue d'ensemble.

### Sur l'environnement
Le viaduc passe entièrement au-dessus de la vallée du Tarn du causse Rouge au causse du Larzac. Il traverse la route départementale 992 Albi-Millau, le Tarn, la voie ferrée de la ligne des causses et la route départementale 41 Millau-Peyre. Le tracé respecte les sites naturels majeurs, paysages exceptionnels situés au confluent des vallées de la Dourbie et du Tarn, tout en assurant une desserte facile de l’agglomération de Millau.

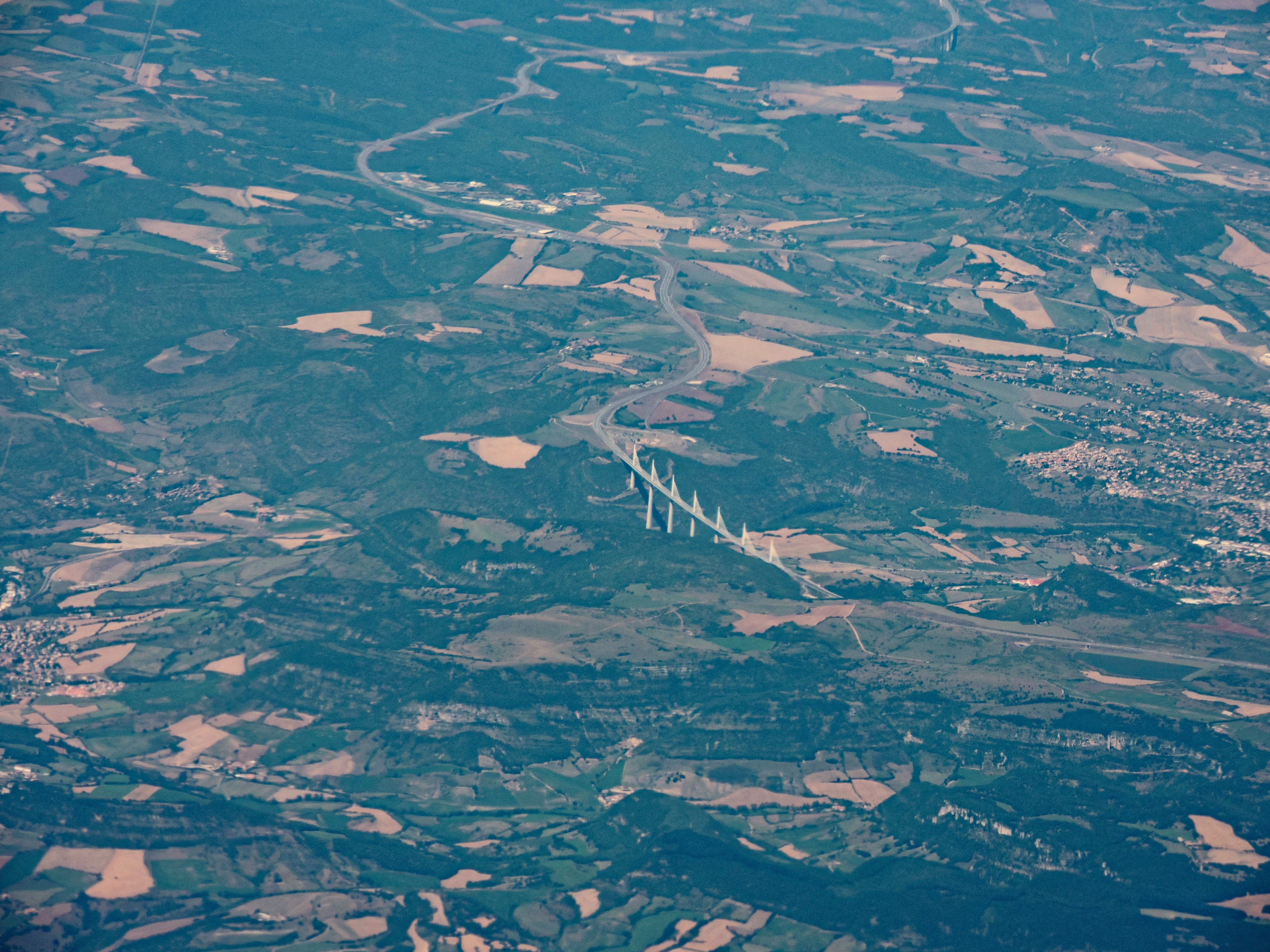
Le viaduc de Millau et l'A75 vus depuis 7000 m d'altitude. On distingue également le viaduc de Verrières tout en haut de la photo. L'ouest de la ville de Millau est à droite et on aperçoit le village de Saint-Georges-de-Luzançon sur la gauche de la photo.

Au-delà du souci esthétique et de bonne intégration dans le paysage diurne, les solutions techniques retenues (tablier métallique fin et piles en béton) ont permis d'alléger les structures porteuses et donc les impacts indirects liés au chantier et à la consommation de ressources en amont. De même, conformément aux préconisations de l'étude d'impact sur l'environnement, tout au long de la construction, des dispositions ont été prises afin de minimiser l'impact sur les localités voisines et le milieu ambiant. Ainsi, une réduction des travaux sur site (préfabrication en usine d’éléments du tablier) a permis une diminution des volumes de matériaux à mettre en œuvre sur place par rapport à une solution tout béton. Moins d’engins, moins de camions, moins d’agrégats à transporter ont réduit les nuisances pour les populations concernées par le trafic propre au chantier,.
Des dispositifs ont également été prévus pour retraiter les eaux utilisées par le chantier afin d’éviter une pollution du sol. La gestion des déchets du chantier a été aussi une autre composante du plan d'assurance qualité accompagnant toute la phase de construction. Le même souci perdure après la mise en service de l’ouvrage, puisque sont intégrés dans la structure plusieurs moyens permanents de récupération et de traitement des eaux pluviales et des résidus de nettoyage des voiries,.

### Sur le tourisme local
L’ouvrage connaît un très franc succès en matière de fréquentation touristique : lors de sa seule construction, plus de 500 000 personnes se sont déplacées pour l'admirer. Aujourd'hui, l'affluence record aux points de vue panoramiques sur le pont, comme celui de la descente de la RN9 sur Millau ou encore celui de l'aire de Brocuéjouls qui a été aménagée en aire de repos pour l'A75, est notable. Les produits dérivés sont rapidement apparus dans les commerces du centre de la ville et même dans tout l'Aveyron et les départements voisins du Cantal, de la Lozère et de l'Hérault.
Le viaduc a également une forte influence sur la fréquentation des sites qui lui sont proches. Par exemple, les caves de Roquefort et le site de Micropolis, la cité des insectes à Saint-Léons ont vu le nombre de leurs visiteurs croître rapidement après sa mise en service. De même, la restauration et l'hôtellerie millavoises ont vu leur chiffre d'affaires augmenter grâce à « l'effet viaduc », malgré leurs craintes d'origine, en particulier la désertification du centre-ville.
Le viaduc de Millau et le pays millavois ont été reconnus par le Conseil régional des Midi-Pyrénées comme l'un des 18 Grands Sites de Midi-Pyrénées pour leur patrimoine culturel, technique et industriel et leur capacité d'accueil touristique.

### Sur le tissu économique local
L'achèvement du viaduc de Millau en 2004 a permis d'accélérer l'importance de l'axe car les bouchons autour de Millau en été étaient un frein important à son utilisation.
La construction du viaduc s’est accompagnée d’un nouvel élan dans le domaine du développement économique. Une zone d’activités représentant quatre-vingt-dix permis de construire a ainsi vu le jour à Millau. Deux parcs d’activités ont de même été créés, à Sévérac-le-Château et sur le Larzac, à la Cavalerie. En 2005, cette dernière était déjà presque complètement occupée. En outre la situation géostratégique du sud du département conjuguée avec l’artère que constitue l’autoroute A75, sont autant d'atouts qui peuvent attirer de nombreuses sociétés à vocation européenne, particulièrement dans le domaine de la logistique.
Le viaduc a aussi eu un effet économique positif sur la région aveyronnaise désenclavée par le viaduc et l'autoroute A75. Ainsi, l'activité d'« Aveyron Expansion », l'agence économique du conseil général de l'Aveyron, a augmenté de 40 %, et de nombreuses entreprises ont profité du désenclavement pour s'implanter dans le département. À titre d'exemple, le marché au bétail de Laissac, situé à 60 km du viaduc a ainsi vu son activité augmenter et est devenu le premier marché du sud de la France.

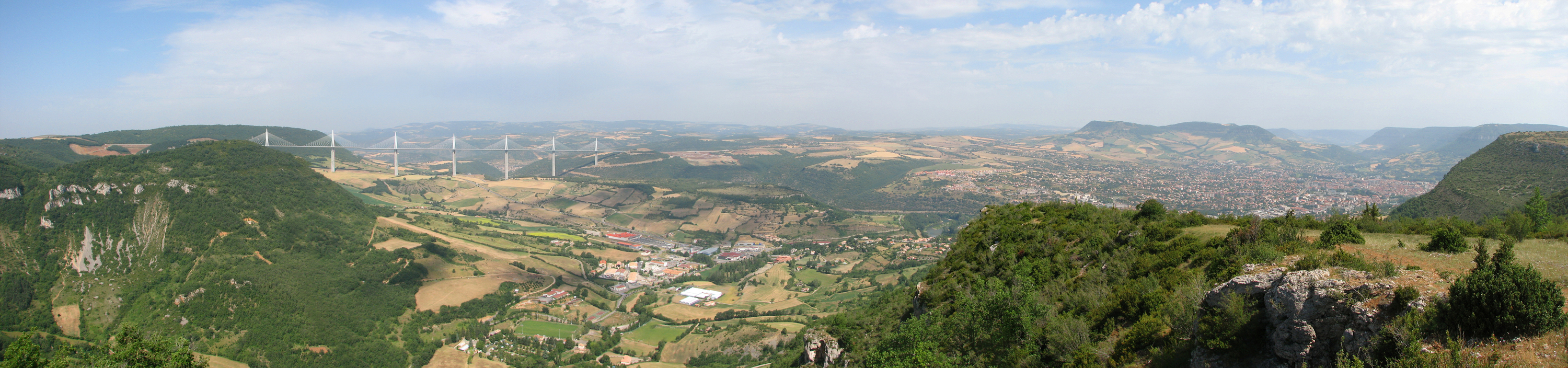
Le viaduc de Millau et la ville de Millau à droite.

## Notoriété et manifestations

### Records
L’ouvrage détient quatre records du monde :
- le tablier haubané le plus long au monde (2 460 m), devant celui du pont Rion-Antirion qui franchit le golfe de Corinthe en Grèce ;
- la pile la plus haute du monde : les piles P2 et P3, avec des hauteurs respectives de 244,96 et 221,05 mètres, dépassent l’ancien record de France détenu par les viaducs de Tulle et de Verrières (141 m) et le record du monde détenu précédemment par le viaduc de Kochertal (Allemagne) qui culmine à 181 mètres[25] ;
- le pylône le plus haut du monde pour un pont routier : le haut du pylône surplombant la pile P2 culmine à 343 m au-dessus du sol[115], soit 13 mètres de plus que la hauteur de la Tour Eiffel ;
- la plus grande portée à franchir lors du lançage d'un tablier de pont : 171 m[115].

Il possède le cinquième tablier routier le plus haut du monde avec 270 m à son point le plus haut par rapport au sol, après le pont du Beipanjiang chinois (565 m), le pont du Siduhe chinois (496 m), le pont de Baluarte mexicain (403 m) et le pont du Balinghe chinois (370 m).

### Récompenses
Le viaduc de Millau a reçu les récompenses suivantes :
- le prix Environmental Design and Architecture Award 2005, décerné par la fondation britannique « Design & Art Direction[116] » ;
- le prix Outstanding Structure Award de l'année 2006, décerné par l'International Association for Bridge and Structural Engineering (Association internationale des ponts et structures). Ce prix a également été attribué au musée Guggenheim de Bilbao (Espagne) et au Stade de France à Saint-Denis (France)[117],[118].
- la médaille Gustav Lindenthal décernée par l'Engineers' Society of Western Pennsylvania lors de la Conférence internationale sur les ponts de 2005 pour une réalisation exceptionnelle présentant une harmonie avec l'environnement, des qualités esthétiques et une concertation réussie[119].

### Notoriété internationale
La construction de cet ouvrage a suscité l’intérêt de divers pays, tant sur le plan technique que pour le montage de l’opération. Ainsi le ministre chinois des transports a visité le viaduc lors du premier anniversaire de sa mise en service. La délégation s'est intéressée aux prouesses techniques accomplies par la société Eiffage pour réaliser cet ouvrage monumental, mais également au montage juridique et financier du viaduc dont il n'est pas prévu, toutefois, selon le ministre, de construire une réplique en république populaire de Chine.
De même, le cabinet du gouverneur de Californie Arnold Schwarzenegger, qui envisageait la construction d'un pont dans la baie de San Francisco, a demandé des conseils à la mairie de Millau sur le consensus de la population lors de la construction du viaduc,.
En Allemagne, il est envisagé en 2020 le futur remplacement du pont autoroutier Siegtalbrücke (de) situé sur la Bundesautobahn 45 près de la ville de Siegen en s'inspirant du concept du viaduc de Millau.

Le viaduc de Millau.

### Manifestations sportives

#### Course à pied
Bien que le viaduc soit interdit aux piétons, il a cependant été accessible à quelques occasions en 2004, 2007, 2012 et 2014.
Peu de temps avant l'inauguration du viaduc en décembre 2004, 19 000 promeneurs et coureurs de la balade des trois viaducs ont eu la possibilité de parcourir l'ouvrage jusqu'à la pile P1.
Le 13 mai 2007, 10 496 coureurs ont pris le départ de la place du Mandarous, dans le centre de Millau pour une course de 23,8 km. Après être montés sur le causse Rouge, côté nord, ils traversent le viaduc puis reviennent sur leurs pas. Cette course d'endurance dans la nature est imaginée par Odile Baudrier et Gilles Bertrand, déjà à l'origine du premier trail en France douze ans plus tôt,. Alors qu'initialement la manifestation ne devait pas être renouvelée, une « course Eiffage du viaduc de Millau » a finalement été réalisée en 2010, avec une 2e édition le 13 mai 2012. Depuis cette date, la course du viaduc a lieu tous les deux ans et une association à but non lucratif « loi du 1er juillet 1901 » est créée pour gérer l'évènementiel,,. En raison du contexte national de confinement lié à l'épidémie de Covid-19, l'organisation a décidé l'annulation de la 6e édition de la course 2020 pour la reporter au 30 mai 2021.

#### Moto
Le viaduc de Millau a été traversé par 1 052 motos le 1er juillet 2007 dans le cadre d'une opération organisée par l’association des motards du Viaduc. Le nombre est officiel et a été validé par un huissier de justice pour une publication dans le livre des records. 1 099 motos l'ont franchi le 6 juillet 2008.

#### Roller
Du 30 novembre au 4 décembre 2004, une équipe de trois patineurs à roulettes a parcouru les sept cents kilomètres séparant Paris du viaduc en cinq jours.

#### Sport extrême
Particulièrement attractif depuis sa construction, le viaduc est considéré comme un « spot » pour les amateurs de « base-jump » dont le « sport extrême » consiste à sauter dans le vide avant de déployer un parachute. Dans la même journée d'octobre 2020, vingt sauteurs de l'extrême se sont jetés depuis l'ouvrage d'art en établissant un record de saut filmé par un drone pour livrer les images impressionnantes.

### Visiteurs célèbres
Lors de la construction, de nombreuses personnalités de tous les milieux ont visité le pont. Parmi celles-ci :
- Jacques Chirac lors de l'inauguration le 14 décembre 2004 ;
- Gilles de Robien le 24 janvier 2003 et 14 décembre 2004 ;
- Norman Foster le 17 octobre 2003 et le 14 décembre 2004 ;
- Jean-Pierre Raffarin le 28 mai 2004 ;
- José Bové le 30 avril 2004 ;
- le prince Philip, duc d'Édimbourg le 7 avril 2004 ;
- Marc Blondel le 9 décembre 2003 ;
- Dominique Bussereau le 29 septembre 2003 ;
- Roselyne Bachelot en octobre 2002 ;
- Henri Salvador (été 2002) ;
- Jean-Claude Gayssot le 14 décembre 2001 ;
- Top Gear (saison 7, épisode 3).

Le 20 septembre 2024 huit avions Alpha Jet E appartenant à la Patrouille de France l'ont survolé en formation serrée. Il s'agissait de marquer le vingtième anniversaire du viaduc. Pour l'occasion ils ont actionné leurs pots à fumigènes tricolores.

### Philatélie
Afin de porter la notoriété de la construction au-delà des frontières et des spécialistes des ouvrages d’art, la ministre déléguée à l'industrie a retenu l’édition d’un timbre sur le viaduc de Millau dans le programme philatélique 2004, dans la série « Commémoratifs et divers ». Il a été dessiné par la Creisseloise Sarah Lazarevic et mis en pré-vente le jour de l’inauguration du viaduc par le président de la République, le 14 décembre 2004, et le lendemain. Il a été très rapidement épuisé.